# Понедельник или вторник
«Понедельник или вторник» (хорв. Ponedjeljak ili utorak) — фильм-драма режиссёра Ватрослава Мимицы. Снят в СФРЮ в 1966 году. Картина — обладатель нескольких кинонаград, в том числе приза «Большая Золотая арена» как лучший фильм года в Югославии. Название заимствовано из произведения Вирджинии Вулф «Понедельник или вторник», входящего в одноимённый сборник рассказов 1921 года. Ключ к нему она дала в своём эссе «Современная художественная проза»:
Исследуйте, например, обычное сознание в течение обычного дня. Сознание воспринимает мириады впечатлений — бесхитростных, фантастических, мимолётных, запечатлённых с остротой стали. Они повсюду проникают в сознание, непрекращающимся потоком бесчисленных атомов, оседая, принимают форму жизни понедельника или вторника.

## Сюжет
Один день из жизни разведённого хорватского журналиста Марко Пождая. Бытовые сцены, повседневные хлопоты перемежаются потоком воспоминаний о детстве, о погибшем на войне отце, о первом браке, о нынешней девушке, о мечтах и планах на будущее.

## В ролях
- Слободан Димитриевич — Марко Пождай
- Павле Вуисич — отец Марко
- Фабиян Совагович — Голубарь Болтек
- Серджо Мимика-Геззан — Марко в детстве
- Рудольф Кукич — господин Халлер

## Художественные особенности
Фильм имеет много общего с предыдущей работой режиссёра — лентой «Прометей с острова Вишевице»: экспериментальная форма подачи материала, отражение мыслей и состояния героя через сны, воспоминания, фантазии, осознание военных событий через современный опыт. Однако автор фильма «Понедельник или вторник» больше заинтересован изучением сегодняшних, материалистических проблем. Картина концентрируется на повседневной жизни, а не на эпической внутренней борьбе персонажа из «Прометея…».
Продолжая разработку и анализ потока сознания, в котором настоящее, прошлое и фантазийные сцены переплетены в общий коллаж, Мимица напоминает о ещё более ранней своей работе — мультфильме «Инспектор возвращается домой»
(хорв. Inspektor se vratio kuci, 1959 год). Повторяющиеся от фильма к фильму мотивы отчуждения, дегуманизации современной цивилизации, что является наследием травмирующих воспоминаний войны, становится одним из знаков творчества Мимицы.

## Критика
Некоторые художественные приёмы фильма в настоящее время несколько устарели. Современное качество изображения и цветопередачи гораздо выше параметров доступных кинематографистам 1960-х годов. Но фильм всё ещё обладает привлекательностью. Новая волна, практически только зарождающаяся как тенденция, с её концентрацией на чувствах обычных людей, очаровывает часто даже в простых уличных сценах. Фильм покоряет, там нет отчуждённости и холодного анализа, формальные эксперименты не сделали, как случалось, из картины побочный продукт.

## Награды
1966 год — кинофестиваль в Пуле, фильм награждён премией «Большая Золотая Aрена» за лучший фильм, «Золотой Aреной» за лучшую режиссуру, специальным призом за операторскую работу.